# Захарово (Селижаровский район)
Заха́рово — деревня в Селижаровском районе Тверской области. Центр Захаровского сельского поселения.
Расположена в 3 километрах к юго-востоку от районного центра Селижарово, на правом берегу Волги.

## Население
| 2008 | 2010 |
| ---- | ---- |
| 298  | ↘235 |

## История
Во второй половине XIX — начале XX века деревня относилась к Воскресенскому приходу Селижаровской волости Осташковского уезда. В 1889 году в деревне Захарово 43 двора, 229 жителей.
В 1940 году деревня центр Захаровского сельсовета в составе Кировского района Калининской области.
В 1997 году — 107 хозяйств, 308 жителей. Администрация Захаровского сельского округа, правление колхоза им. М. И. Калинина, начальная школа, детсад, ДК, библиотека, столовая, магазин, братская могила воинов, павших в Великой Отечественной войне.